# Башковское сельское поселение
Башковское се́льское поселе́ние — муниципальное образование в Тобольском районе Тюменской области Российской Федерации.
Административный центр — деревня Башкова.

## История
Статус и границы сельского поселения установлены Законом Тюменской области от 5 ноября 2004 года № 263 «Об установлении границ муниципальных образований Тюменской области и наделении их статусом муниципального района, городского округа и сельского поселения».

## Население
| 2010  | 2011  | 2012  | 2013  | 2014  | 2015  | 2016  |
| ----- | ----- | ----- | ----- | ----- | ----- | ----- |
| 1212  | ↘1209 | ↘1171 | ↘1143 | ↘1128 | ↘1117 | ↘1100 |
| 2017  | 2018  | 2019  | 2020  | 2021  |       |       |
| ↘1071 | ↘1041 | ↘1003 | ↘995  | ↗1493 |       |       |

## Состав сельского поселения
| № | Населённый пункт | Тип населённого пункта          | Население |
| - | ---------------- | ------------------------------- | --------- |
| 1 | Башкова          | деревня, административный центр | 532       |
| 2 | Веснина          | деревня                         | 21        |
| 3 | Денисова         | деревня                         | 28        |
| 4 | Дурынина         | деревня                         | 14        |
| 5 | Ломаева          | деревня                         | 304       |
| 6 | Михайловка       | деревня                         | 178       |
| 7 | Соколовка        | деревня                         | 135       |